# Еліан Тактик
Еліан Тактик (дав.-гр. Αἰλιανός ὁ Τακτικός; жив на рубежі I—II ст. н. е.) — римський військовий письменник грецького походження. Написав на грецькій мові військовий трактат «Про тактичні побудови греків» або «Наука тактики» (дав.-гр. Περί Στρατηγικών Τάξεων Ελληνικών), що складався з 53 глав та був присвячений імператору Адріану. Трактат являє собою підручник, присвячений грецькій, точніше македонській, побудові і тактиці. Автор стверджує, що в основі його праці лежать твори найкращих авторитетів у розглянутій їм області, найважливішим з яких був втрачений трактат Полібія.
Також Еліан наводить відомості про сучасну йому римську армію. Твір заснований на бесідах його автора з імператором Нервою, що мали місце в будинку Фронтіна у Формії. У тексті також міститься обіцянка написати трактат про тактику морських битв, однак, якщо він і був написаний, то загублений. Хоча критики XVIII століття ставили працю Еліана істотно нижче Арріана, перший справив значний вплив на подальшу візантійську і арабську військову теорію, імператор Лев VI включив «Тактику» в свій трактат. Арабський переклад з'явився близько 1350 року.
Вперше трактат Еліана був перекладений на латинську мову Феодором Фессалонікійским і виданий у Римі в 1487 році разом з іншими римськими військовими письменниками. Перше видання «Тактики» дуже поганої якості з'явилося в 1532 році. Наступне, підготовлене у Венеції Франциском Робортелло в 1552 році, включало новий латинський переклад. У 1613 році трактат була виданий Ельзевіром в Лейдені.
Теорія Еліана виявилася затребуваною в XVI століття, коли було виявлено, що македонська фаланга має схожі риси зі строєм пікінеров, в результаті чого переклади XVI століття стали основою для подальших книг про військовий устрій і тактику. Одним з перших визнав вплив Еліана принц Моріц Оранський у листі до свого двоюрідного брата Вільгельма Людвіга, графа Нассау-Диллебурга у листі від 8 грудня 1594 року. Моріц, який став після смерті свого батька Вільгельма Оранського командувачем голландською армією в 1584 році, при формуванні своїх військових прийомів вдався до стародавніх авторів — Вегеція та Еліана. Вчення останнього про македонську фалангу Моріц адаптував до реалій свого часу. Також теорії Еліана розвивав інший двоюрідний брат Моріца, Йоганн, який запозичив у грецького автора ідею вербальних команд, розширивши наведений Еліаном список з 22 команд до 42.

## Видання праць
- англійською мовою: The Tactics of Ælian [Архівовано 12 серпня 2016 у Wayback Machine.]
- російською мовою: Тактика Элиана [Архівовано 17 травня 2018 у Wayback Machine.]